# Puente de Malo-Kalinkin

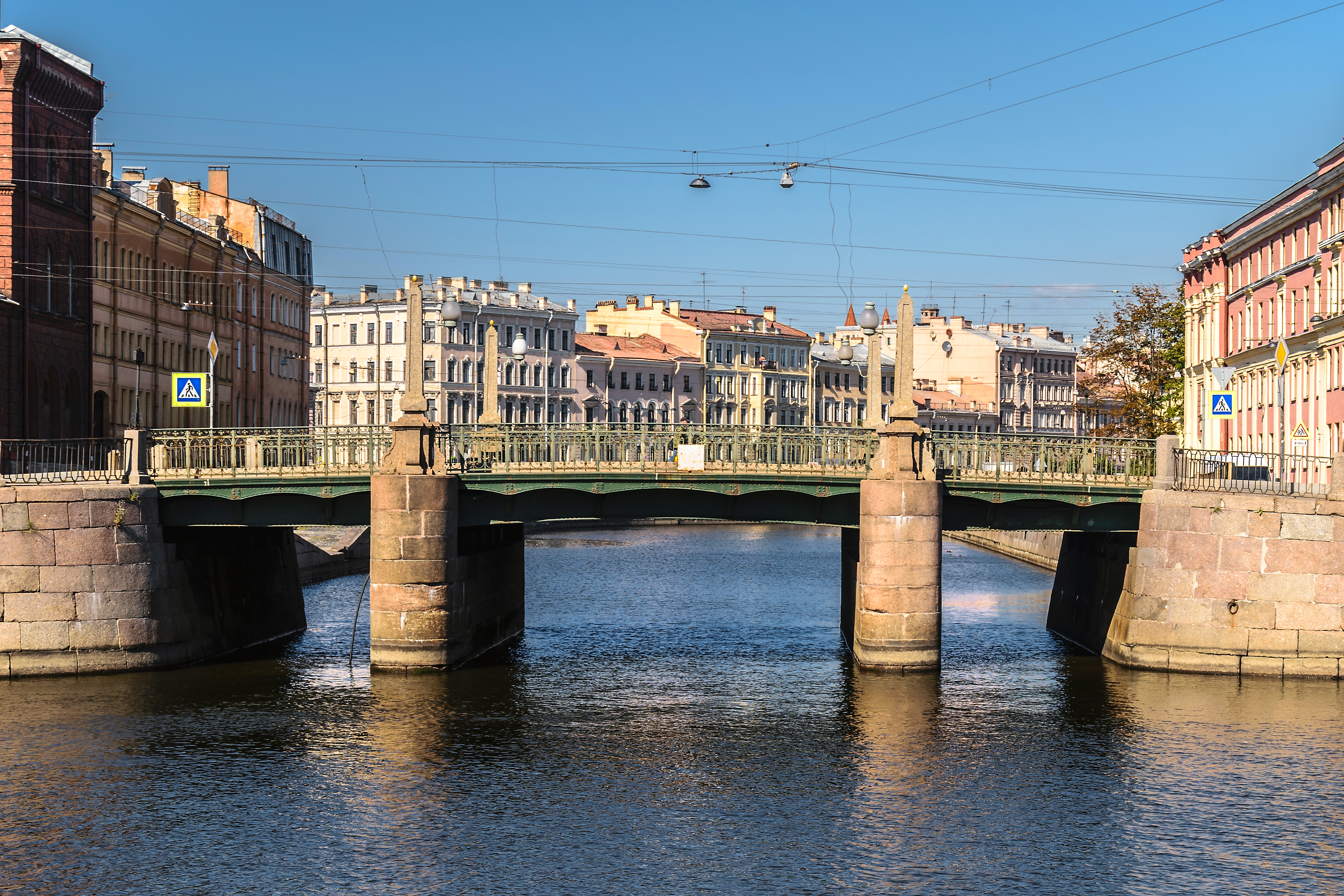
Puente de Malo-Kalinkin.

El Puente de Malo-Kalinkin (en idioma ruso
Мало-Калинкин мост) es un puente de San Petersburgo, que conecta las islas Kolómenski y Pokrovski sobre el canal de Griboyédov —renombrado así este canal en 1923 en honor de Aleksandr Griboyédov—. Fue construido en 1783 por el ingeniero I. N. Borísov, simultáneamente con la construcción de los diques en granito del canal.

## Historia
El puente toma su nombre de la villa de Kalínkina, que estuvo situada en el emplazamiento actual del puente en el siglo XVIII.
Su diseño es similar al del puente de Pikálov y otros puentes aguas abajo sobre el canal de Griboyédov; un puente de madera de tres vanos con pilas de granito, siendo el vano central desmontable. En 1808, el puente fue reconstruido ampliando la anchura de su tablero desde los 10 m originales hasta los 16,22 m actuales. Las pilas de piedra fueron reparadas desmantelando dos hileras de sillares de granito, y añadiendo pila adicional para soportar mejor el tablero ensanchado.
En la segunda mitad del siglo XIX se reemplazó el vano central desmontable. En 1908, como consecuencia del tendido sobre el puente de los raíles del tranvía, las vigas de madera del tablero fueron reemplazadas por otras metálicas, pero manteniendo la apariencia histórica del puente. En 1952 y 1970 se reincorporaron faroles y obeliscos de granito en los estribos del puente como parte de un proyecto del arquitecto A. L. Rotach. 
En 2007 el ingeniero Viacheslav Shlyajin presentó los resultados de una renovación en profundidad del puente:
- Se ha restaurado la iluminación con faroles y los obeliscos de las pilas sobre el canal replicando la apariencia del puente en 1808.
- Se ha reforzado la cimentación del puente.
- Se ha restaurado la parte de la celosía del puente destruida en un accidente de tráfico.
- Se ha sustituido la base de los raíles del tranvía por una placa de hormigón armado, a la vez que se ha restaurado el pavimento.